# Pedro Figari
Pedro Figari (1866-1938) var en uruguayansk konstnär, jurist, författare och politiker. Han är en av de tidiga modernisterna och hans figurativa måleri föreställande vardagsscener av människor och djur har ofta en burlesk, dramatisk karaktär. Tillsammans med andra latinamerikanska konstnärer såsom Frida Kahlo, Diego Ribera och Tarsila do Amaral revolutionerade han den sydamerikanska konsten. Figari började sin yrkeskarriär som försvarsadvokat och var även politiker och författare. Figari hade målat alltsedan barndomen men hans jurist- och politikerkarriär gjorde att han först i sextioårsåldern gav måleriet full tid och uppmärksamhet. Han flyttade då till Buenos Aires och utvecklade till fullo det livfulla och mustiga måleri samt de folklivsmotiv som han bar med sig från sitt barndoms Uruguay.